# بانک سوت استیت
بانک سوت استیت (انگلیسی: SouthState Bank)، که مقر آن در وینتر هیون، فلوریدا قرار دارد، یک بانک آمریکایی و یکی از شرکت‌های زیرمجموعه SouthState Corporation است. این شرکت به عنوان یک شرکت هلدینگ بانکی فعالیت می‌کند. تا تاریخ ۳۱ دسامبر ۲۰۱۸، این بانک دارای ۱۶۸ شعبه در ایالت‌های کارولینای جنوبی، کارولینای شمالی، جورجیا، فلوریدا، آلاباما و ویرجینیا بود.
این بانک فعالیت خود را در سال ۱۹۳۳ به نام First National Bank در ارینجبرگ (کارولینای جنوبی) آغاز کرد. در سال ۲۰۰۲، نام خود را به South Carolina Bank and Trust تغییر داد و مقر خود را به کلمبیا (کارولینای جنوبی) منتقل کرد. تا سال ۲۰۱۳، ۲۴۰ نفر همچنان در اورنجبرگ فعالیت داشتند. همچنین این بانک دفاتری در منطقه گرینویل (کارولینای جنوبی) افتتاح کرد. در سال ۲۰۰۳، First National Corp. نام خود را به SCBT Financial Corp. تغییر داد و به چهارمین بانک بزرگ کارولینای جنوبی با دارایی ۱ میلیارد دلار تبدیل شد.
در ۳۰ نوامبر ۲۰۰۷، SCBT Financial Corp. خرید شرکت TSB Financial Corporation و بانک وابسته به آن، The Scottish Bank را تکمیل کرد. این اقدام به SCBT چهار شعبه در شارلوت، کارولینای شمالی و یک دفتر تولید وام در کورنلیوس، کارولینای شمالی اضافه کرد. این مکان‌ها سپس به North Carolina Bank and Trust (NCBT) تغییر نام دادند.
در سال ۲۰۱۳، SCBT Financial Corp. با First Financial Holdings، مستقر در چارلستون (کارولینای جنوبی)، که در سال ۱۹۳۴ تأسیس شده بود، ادغام شد. First Financial دارای ۶۶ شعبه در کارولیناها بود و به عنوان سومین مؤسسه مالی بزرگ در کارولینای جنوبی شناخته می‌شد. پس از این ادغام، دارایی‌های بانک به ۸ میلیارد دلار افزایش یافت و شعب آن در مناطق ساحلی کارولینای جنوبی و مناطق دیگر گسترش یافت. همچنین در سال ۲۰۱۴، نام شرکت به SouthState Corporation تغییر یافت و بانک نیز به SouthState Bank تبدیل شد.
در سال‌های بعد، بانک SouthState با چندین خرید و ادغام دیگر، رشد کرد. در ژانویه ۲۰۱۷، این بانک با خرید Southeastern Bank Financial Corp. که دارای ۹ شعبه در جورجیا و ۳ شعبه در کارولینای جنوبی بود، گسترش یافت. همچنین در سال ۲۰۱۷، این بانک شرکت Park Sterling Corp. را به ارزش ۶۹۰٫۸ میلیون دلار خریداری کرد و ۴۳ شعبه جدید به مجموعه خود اضافه کرد. در سال ۲۰۲۰، SouthState با بانک CenterState ادغام شد و دفتر مرکزی خود را به وینتر هیون، فلوریدا منتقل کرد. در سال ۲۰۲۴، این بانک اعلام کرد که Independent Bank Group را در معامله‌ای به ارزش تقریبی ۲ میلیارد دلار خریداری خواهد کرد.